# رمية جانبية (كرة المضرب)

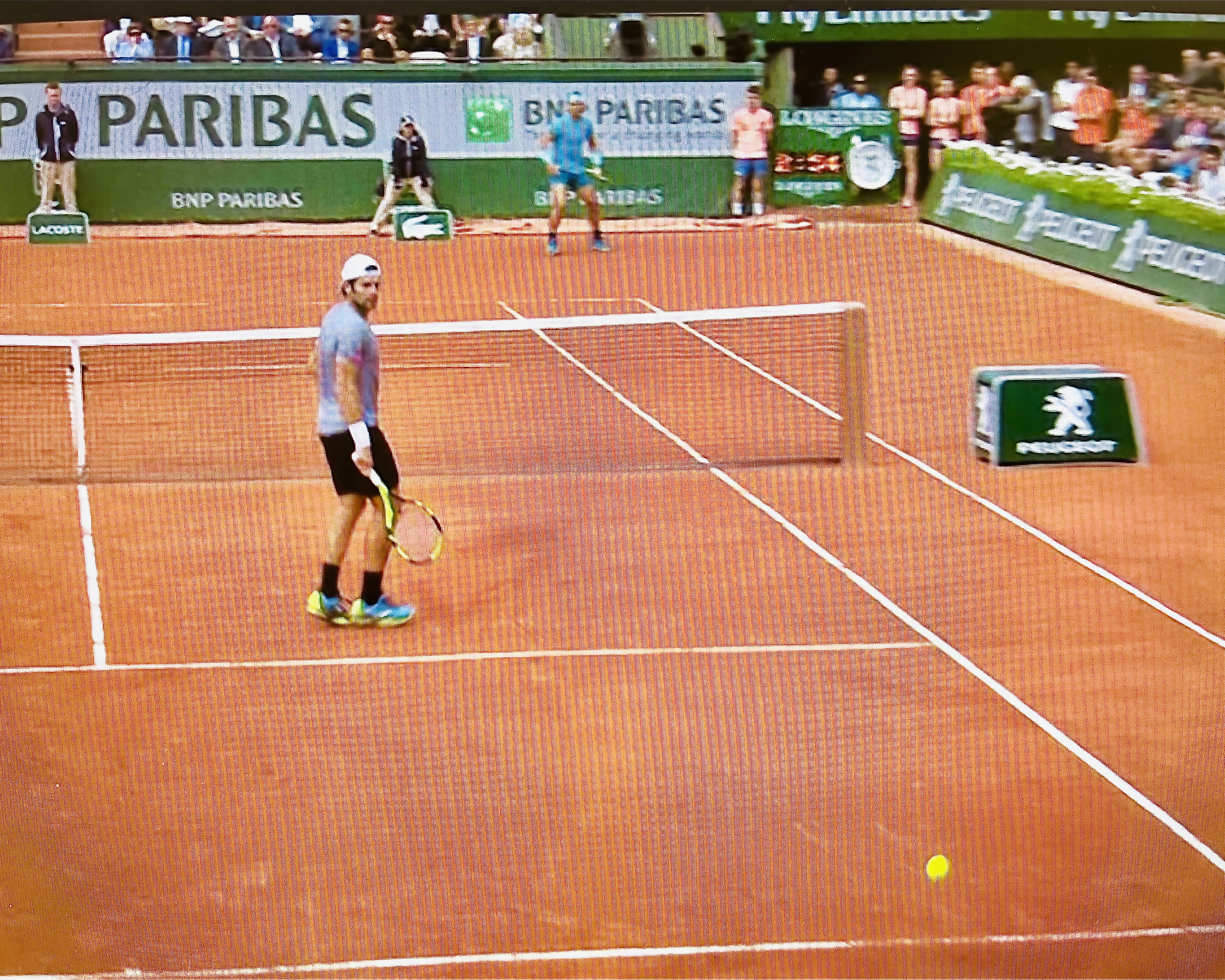
رفائيل نادال (في النصف البعيد) يسدد رمية جانبية ناجحة قرب خط الأساس ليفوز بنقطة ضد سمعون بوليلي في بطولة فرنسا المفتوحة 2018. بوليلي في ملعبه يشاهد الكرة وهي تمرره.

الرمية الجانبية أو الضربة المارة أو العابرة هي ضربة قوية، كما هو الحال في كرة المضرب أو كرة اليد تُرسل بعيدًا عن متناول الخصم. تكون هذه الرمية في لعبة كرة المضرب ضربة أرضية وتستخدم عندما يركض الخصم إلى الشبكة أو إذا كان عندها. البديل عن التمرير هو قنطرة الكرة فوق رأس الخصم. الهدف من الرمية الجانبية في التنس هو منع الخصم من إصابة الكرة إن كان عند الشبكة.